# Lamborghini Countach LPI 800-4
Lamborghini Countach LPI 800-4 – hybrydowy hipersamochód produkowany pod włoską marką Lamborghini w latach 2021 – 2022.

## Historia i opis modelu

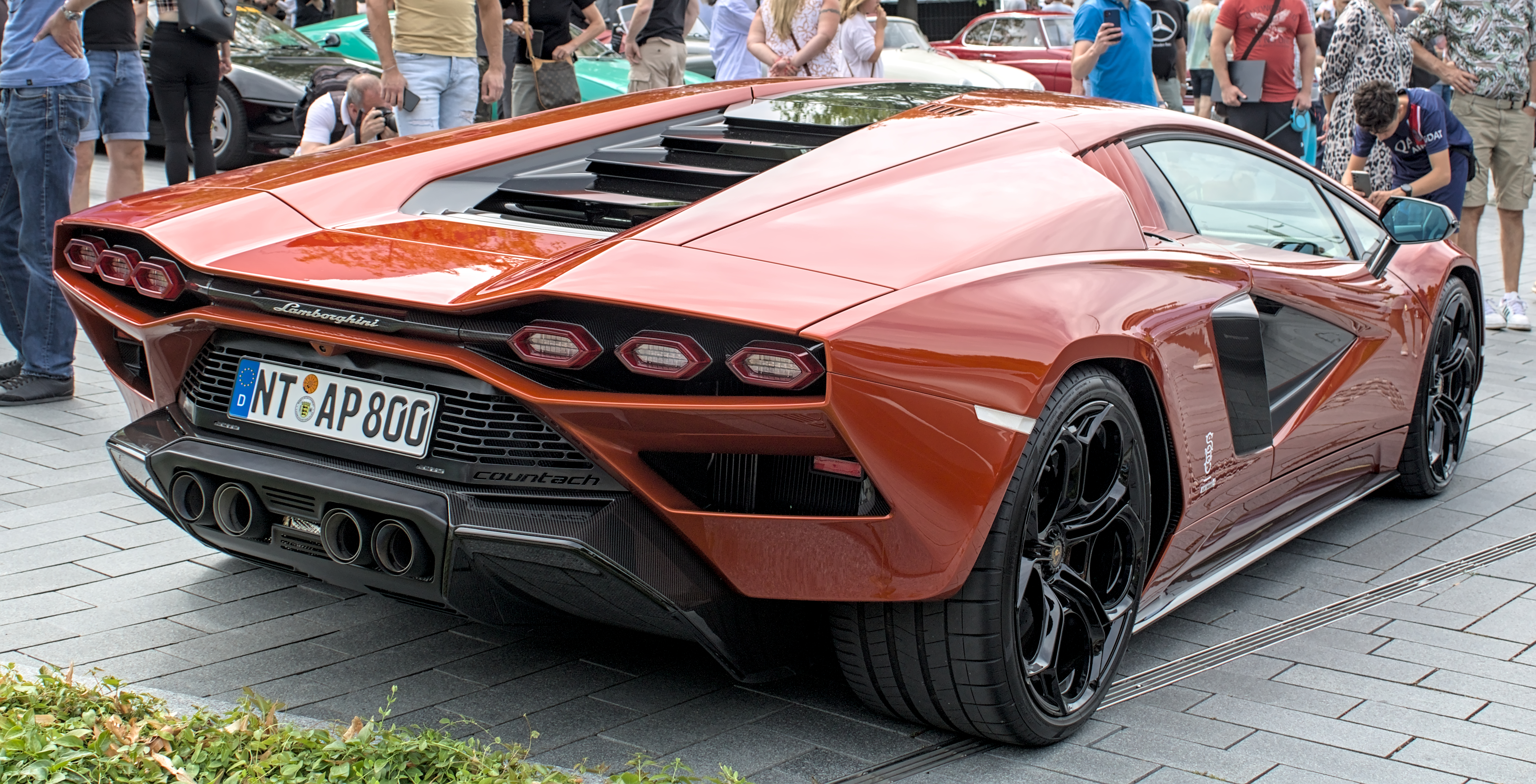
Lamborghini Countach LPI 800-4 - tył

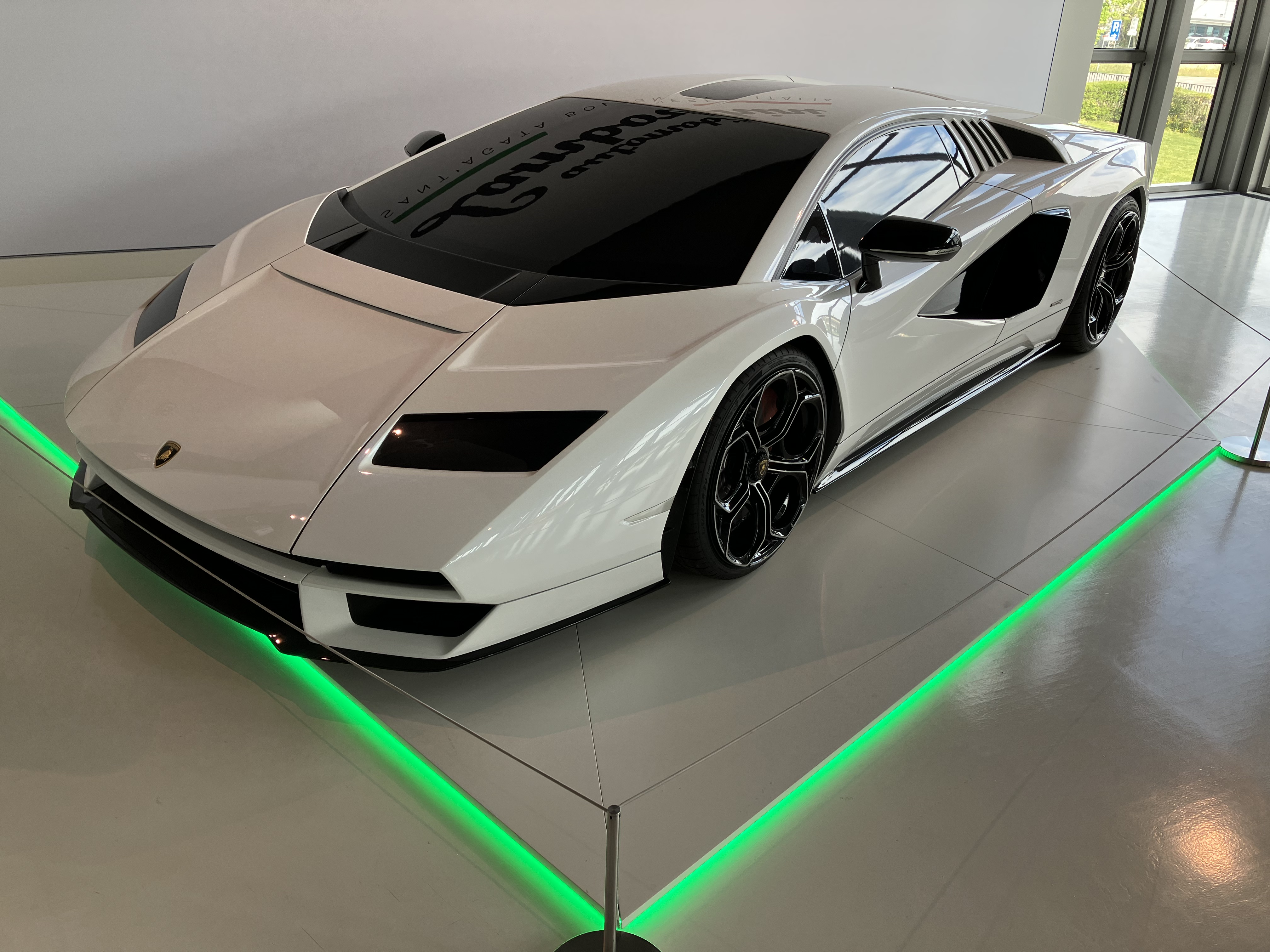
Lamborghini Countach LPI 800-4 w muzeum

W sierpniu 2021 roku Lamborghini zaprezentowało kolejny model z rozbudowanej serii krótkoseryjnych, limitowanych pojazdów zbudowanych dla wybranego grona nabywców. Celebrując 50. rocznicę ukończenia prac nad jednym z najsłynniejszych supersamochodów włoskiej firmy Countach, firma przedstawiła jego nowożytną interpretację pod nazwą Countach LPI 800-4.
Pod kątem wizualnym Countach XXI wieku w obszernym zakresie odtworzył zarówno proporcje, jak i kształt detali oraz kluczowych przetłoczeń w stosunku do pierwowzoru sprzed pół wieku. W ten sposób przód przyzodobiły wysoko umieszczone, prostokątne reflektory, sylwetka zyskała kształt klinu, z kolei tylną część nadwozia przyozdobiły muskularne przetłoczenia z wkomponowanymi w nie lampami. Drzwi podnoszone są do góry, a sylwetkę boczną pokryły obszerne wloty powietrza.
Drugi człon w nazwie pojazdu, LPI 800-4, oznacza kolejno: Longitudinale Posterior - ustawienie silnika wzdłużnie z tyłu; I - napęd hybrydowy, 800 - moc układu napędowego oraz 4 wskazuje na napęd na cztery koła. Samochód wyposażono w fotochromatyczny dach, który za pomocą jednego przycisku można rozjaśniać lub ściemniać, a także 8,4 calowy dotykowy wyświetlacz we wnętrzu obsługujący m.in. interfejs Apple CarPlay.

### Sprzedaż
W przeciwieństwie do pierwowzoru z XX wieku zbudowanego w liczbie ponad tysiąca egzemplarzy na przestrzen 14 lat, Lamborghini Countach LPI 800-4 jest samochodem o znacznie bardziej ograniczonym wolumenie produkcji. Pula ograniczona została do 112 sztuk w cenie ok. 13,5 miliona złotych za każdą, z pierwszymi dostawami do klientów wyznaczonymi na pierwszy kwartał 2022 roku.

### Kontrowersje
Stylizacja Lamborghini Countach LPI 800-4 w obszernym zakresie odtwarzająca wygląd pierwowzoru z lat 70. XX wieku spotkała się z krytyką autora projektu oryginalnego Countacha. Marcello Gandini zaprzeczył jakoby miał coś wspólnego z nowożytną reinterpretacją i uznał projekt Mitji Borkerta za wtórny, odtwarzający innowacyjną stylizację i podważający zasady, wobec których włoski stylista tworzył. Gandini wydał z tego powodu oświadczenie prasowe, krytykując dodatkowo samo Lamborghini za materiały promocyjne sugerujące, jakoby był on powiązany z pomysłem na nowożytnego Countacha.

### Dane techniczne
Countach LPI 800-4 to drugi po przedstawionym rok wcześniej modelu Sián samochód włoskiej firmy o napędzie hybrydowym. Jest to jednocześnie to samo połączenie wolnossącego benzynowego V12 o pojemności 6,5 litra i mocy 780 KM oraz elektrycznego silnika o mocy 34 KM. Spalinowo-elektryczny układ rozwija łączną moc 814 KM, uzyskując 754 Nm maksymalnego momentu obrotowego, 100 km/h w 2,8 sekundy oraz 355 km/h prędkości maksymalnej. Hybrydowy układ napędowy współpracuje z 7-biegową, zautomatyzowaną skrzynią manualną.